# Sorrivoli
Sorrivoli, petit hameau (frazione) de la commune de Roncofreddo, sur les collines du pays de Cesena, en province de Forlì-Cesena de la sous-région de Romagne. 

Le pays est dominé par son château fort millénaire ; sur son flanc gauche s’écoule le fleuve Rubicon, dit Urgon en dialecte.

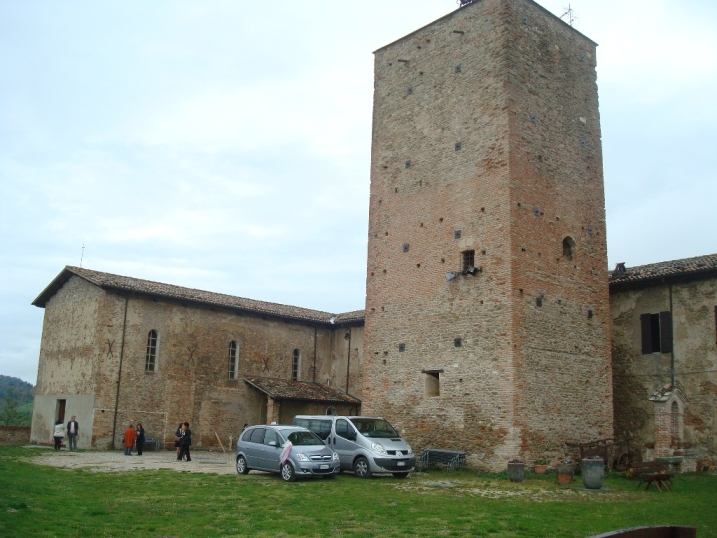
Cour interne de la forteresse

## Origine du nom
L'origine du toponyme est incertaine mais l’hypothèse la plus accréditée est que le nom soit lié à la position sur la rivière : c’est-à-dire sopra la riva (sur la rive), avec sub=sopra et rivus=rio.
Les documents du Moyen Âge relatent les toponymes suivant :  Castellum de Surripola (970), Subrivole (998), Subripola (1126), Sorrivola (1156), Sorrivolo (1199), Surivola (1222) et Subrivoli (1495).

## Histoire
La première citation sur un acte remonte à la date du 27 octobre 971, afférant à la nomination de vicaire du comte Rodolfo di Rimini de la part de l’archevêque de Ravenne Onesto II. En 1001, Aldebrando, fils du comte Rodolfo, restitue le château de Sorrivoli à l’église de Ravenne, qui en défend la position des visées expansionnistes de la cité de Cesena, laquelle commence en cette période sa longue lutte pour l’autonomie et sa reconnaissance en commune libre. Une telle rencontre eut lieu dans les premières années du XIIIe siècle, à tel point que l’empereur Otton IV dut émettre une ordonnance (1203) qui confirma tous les privilèges de l’archevêché sur le château de Sorrivoli, ordonnance confirmée aussi par l’empereur Frédéric II en 1220, le pape Honorius III en 1224 et le pape Grégoire IX en 1228.
Profitant du chaos provoqué dans l’État pontifical par l’affaire dite « méchanceté avignonnaise », la famille des Articlini, exilée de Cesena, encouragea la population de Sorrivoli à se rebeller contre l’archevêque et ainsi, le 3 avril 1318, le château fut pris d’assaut et le vicaire Fantino di Milano y fut emprisonné. La situation du comté fut résolue en 1357 par le légat du pape, le cardinal Egidio Albornoz, qui soumit Cesena et restitua Sorrivoli à l'archevêché. L'importance de Sorrivoli est soulignée par le recensement ordonné par le cardinal Anglic de Grimoard en 1371 : avec ses 40 foyers (environ 200 habitants), le château apparaît comme le plus peuplé des collines de Cesena.
Pendant le XVe siècle, la peste fit taire le bruit des armes, mais le siècle suivant s’ouvre avec un belliqueux protagoniste en la personne de César Borgia dit « il Valentino » qui, en 1500, soumit Cesena et le château de Sorrivoli ainsi que l'archevêque Filasio Roverella assujetti à résidence mais qui retourna en lieu sûr à Ravenne.

En 1506, début des travaux d’agrandissement de la forteresse pour la transformer en résidence un peu plus confortable.

Le 24 février 1527 l'archevêque Nicolò Fieschi, alloue Sorrivoli à Giovanni Roverella, qui devient le premier comte de Sorrivoli et qui donna à la cité une période de paix et de prospérité, au point qu’en 1661, la famille Faberi y installa une imprimerie reconnue au niveau régional. 

La parenthèse napoléonienne n’apporta aucun changement dans la vie du pays et avec la Restauration, l’Église renouvelle la possession du fief à Pietro Roverella qui à sa mort en 1858 et sans héritier, permit à la famille Allocatelli-Fabbri d’acheter le château.
Quand les bombardements de 1944 rasèrent la vieille église de San Lorenzo, le propriétaire du château donna à la paroisse le terrain pour y bâtir la nouvelle église nommée Sant'Aldebrando.

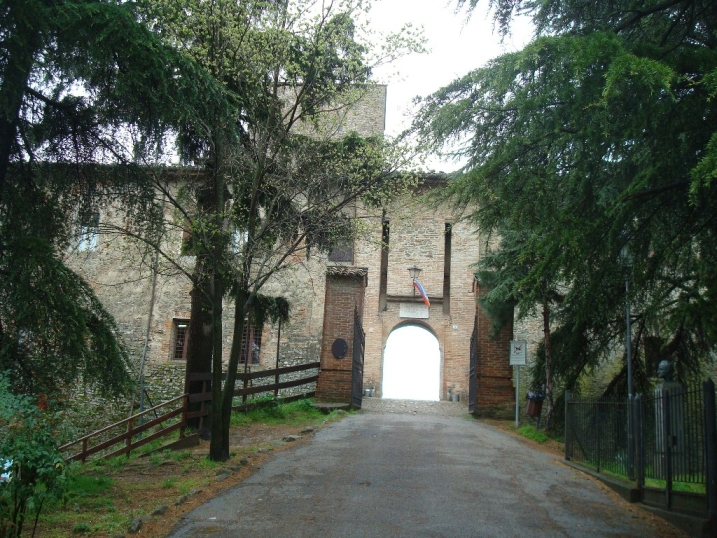
Entrée du château de Sorrivoli
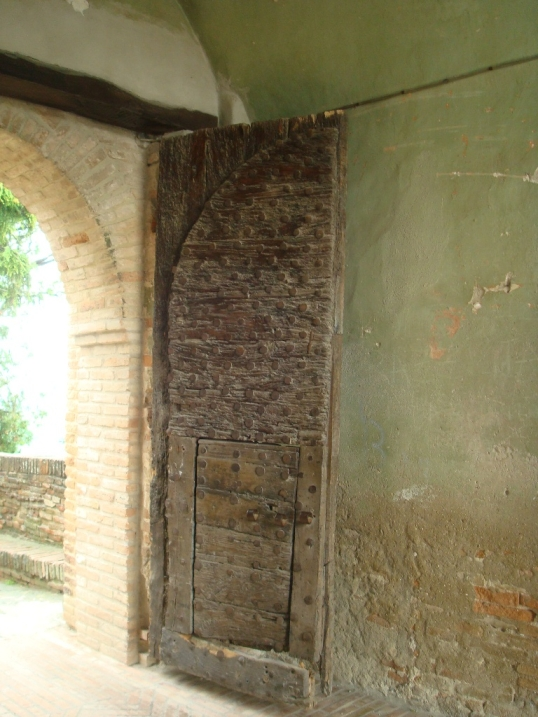
Vieille porte d’entrée
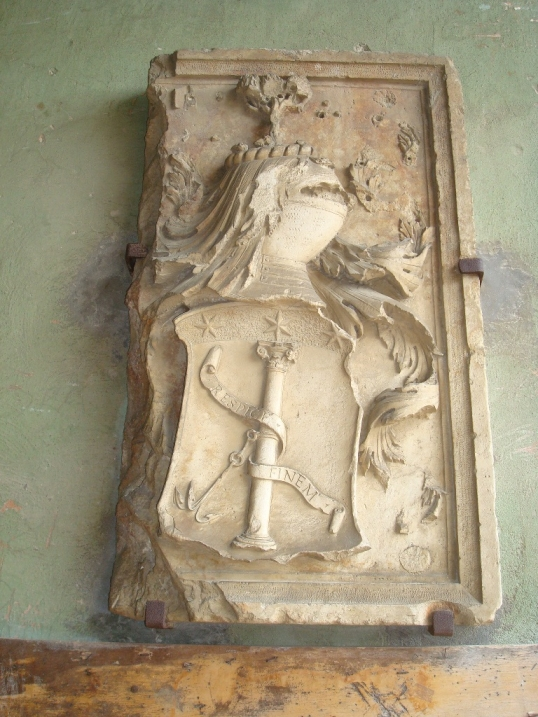
Emblème
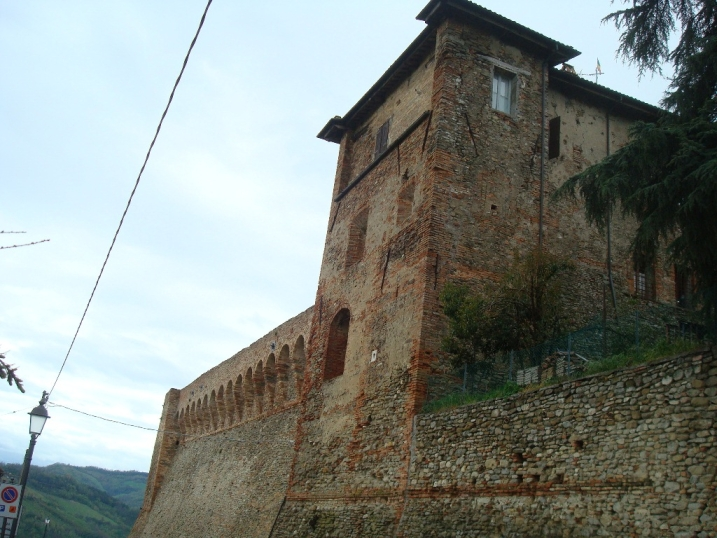
La rocca vue depuis la rue du village

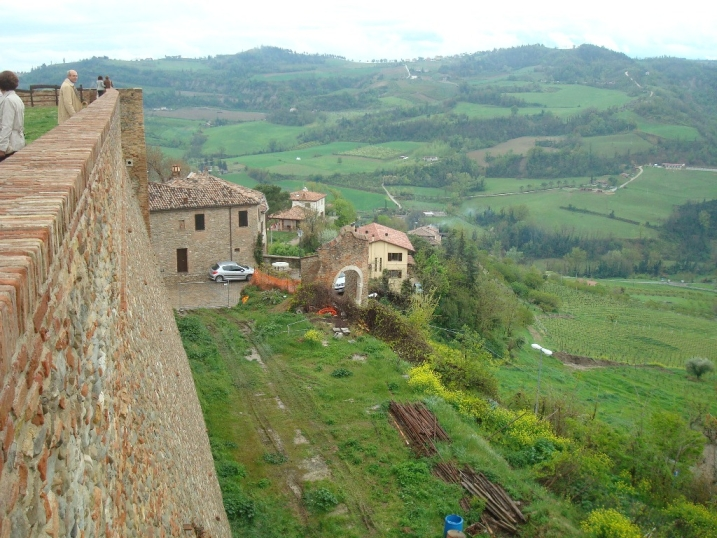
Panorama depuis la cour interne
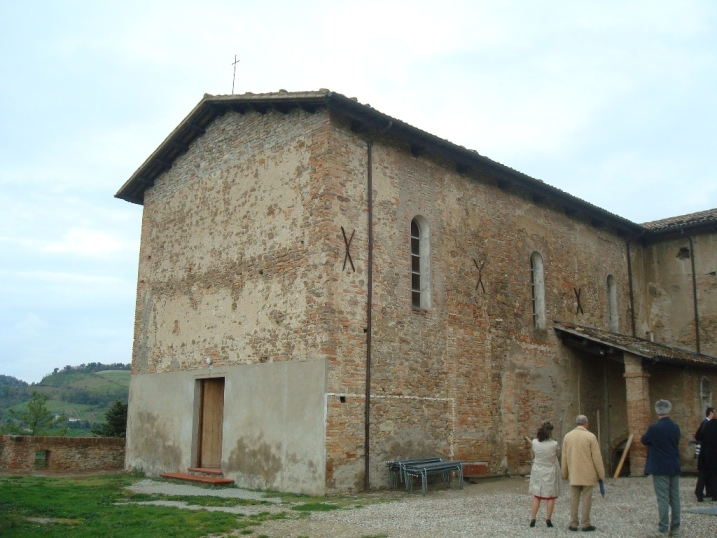
L’église dans la cour interne
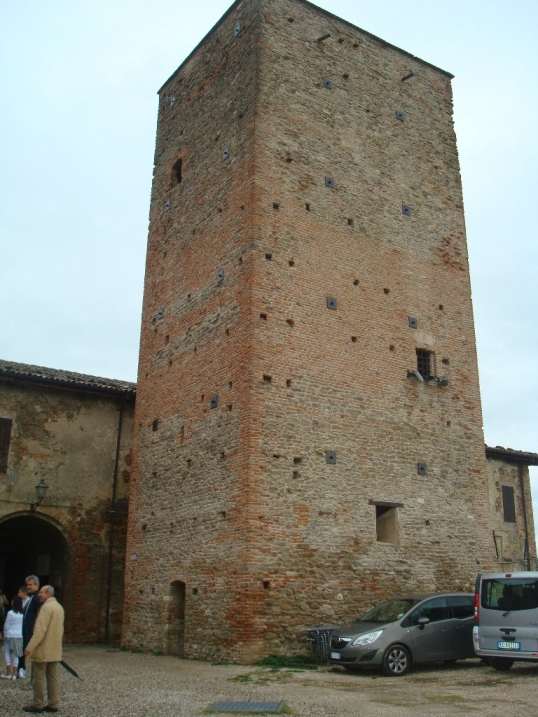
Le tour dans la cour
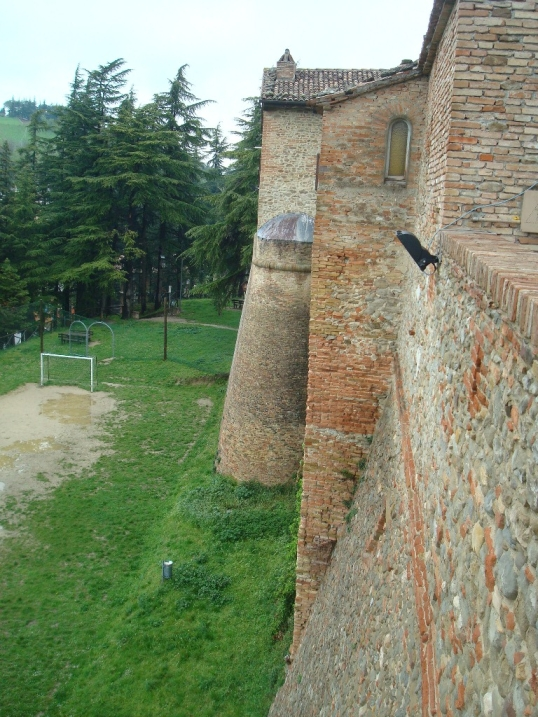
Les murs de la rocca

## Culture

### Personnalités liées à Sorrivoli
Le citadin le plus célèbre de Sorrivoli est certainement Roberto Benigni, qui était propriétaire d’une habitation juste en dessous du château.

Autres personnalités connues qui ont bénéficié de l’hospitalité du Castello di Sorrivoli :
- Haidi Giuliani, politique et sénatrice italienne,
- Frei Betto, écrivain
- Alex Zanotelli, missionnaire,
- Nicoletta Braschi, actrice italienne,
- Giulietto Chiesa, journaliste et politique italien,
- Luisa Morgantini, politique italienne,
- Lidia Menapace, politique italienne,
- Marco Pantani, coureur cycliste.

## Événements
Les fêtes de la tradition romagnole qui se conservent  et qui se perpétuent chaque année à Sorrivoli : 
- 17 janvier, fête de saint Antoine le Grand, protecteur des animaux.
- 17 mars, fête de saint Patrick, déjà patron de l’Irlande.
- 1er mai, fête de Sant'Aldebrando et fête des travailleurs.
- 10 août, fête de San Lorenzo
- 11 novembre, fête de saint Martin.

### Festival desBurattini
Chaque été au mois d’août, Sorrivoli accueille le festival des Burattini (marionnette à tête de bois) et des marionnettes traditionnelles.

## Source
- (it) Cet article est partiellement ou en totalité issu de l’article de Wikipédia en italien intitulé « Sorrivoli » (voir la liste des auteurs) le 24/04/2012.